# Primetals Technologies
A Primetals Technologies Limited é uma empresa de construção de plantas e engenharia sediada em Londres, Reino Unido, com inúmeras operações em todo o mundo.  Criada como uma joint venture entre a Siemens VAI Metals Technologies e a Mitsubishi-Hitachi Metals Machinery em 2015 a empresa atende a clientes na indústria dos metais ferrosos e não ferrosos. A partir de 2023, a Primetals Technologies passou a ser uma joint venture da Mitsubishi Heavy Industries e parceiros.

## Visão geral

### Operações
A Primetals Technologies opera como um fornecedor de linha completa e abrangente para a indústria de metais. Seu portfólio compreende todos os aspectos da produção de ferro e aço, incluindo também tecnologias em vários metais não ferrosos. Estes processos incluem, entre outros, beneficiamento, redução direta, fabricação de aço em convertedor e forno elétrico, lingotamento laminação a quente e a frio e processamento. A empresa atua também na digitalização de vários aspectos da indústria de metais, incluindo melhorias em tecnologias de automação , serviços e aumento do uso de inteligência artificial e robótica para melhorar a segurança em plantas de ferro e aço.

#### Aço verde na Primetals Technologies
Em maio de 2022, foi anunciada a formação de uma nova força-tarefa global, chamada "Green Steel", para combinar as competências na indústria dos metais com as competências da Mitsubishi Heavy Industries Group em vários setores industriais. Reconhecendo a seriedade da crise climática global, a indústria siderúrgica em geral é considerada como um importante contribuinte para as emissões de carbono na atmosfera, tendo gerado 8% das emissões globais de CO2 em 2020. Com várias tecnologias ambientais em seu portfólio, a Primetals Technologies trabalha para ajudar a reduzir a pegada de carbono da indústria dos metais.

## História

### Mitsubishi Hitachi Metals Machinery
Em maio de 2000, a Mitsubishi Heavy Industries e a Hitachi anunciaram o estabelecimento de uma ampla parceria em laminadores. Em outubro de 2000, foi criada a joint venture MHI-Hitachi Metals Machinery, Inc., voltada para as vendas e atividades de engenharia relativas a laminadores e plantas de processamento downstream. Em 2002, o nome foi alterado para Mitsubishi-Hitachi Metals Machinery, Inc. Em 2004, foi criada a Mitsubishi-Hitachi Metals Machinery, Inc. U.S.A..
- 2006 – Aquisição da New Gencoat, Inc., Estados Unidos
- 2006 –  A MHMM assina contrato para o fornecimento de uma linha de decapagem combinada com trem laminador a frio para a Shougang Jingtang Inc., China
- 2007 – Criação da Mitsubishi-Hitachi Metals Machinery, Inc., China
- 2010 –  Início de operação da planta de soldagem contínua de tarugos e laminador na POSCO, Coreia do Sul
- 2010 – Fundação da Mitsubishi-Hitachi Metals Machinery South Asia Private Ltd.
- 2012 – Início de operação do Laminador a Quente nº 2 da Usiminas em Cubatão, Brasil
- 2013 – Integração do negócio de laminadores da IHI Metaltech[6]
- 2013 – A Mitsubishi-Hitachi Metals Machinery adquire ações na Concast Ltd., Índia[7]
- 2013 –  Aquisição de participação majoritária na Hasegawa Gear Works, Ltd.[8]

### Siemens VAI Tecnologia de Metais

#### 1938–1955
A VAI, cuja controladora era a VA Technologie AG, iniciou suas atividades como construtora de plantas da Vereinigte Österreichische Eisen und Stahlwerke (VÖEST), mas tornou-se uma operação separada em 1956. Em 1938, a empresa americana H.A. Brassert & Co. iniciou os projetos de engenharia para a Reichswerke em Linz, tendo se retirado em 1939.
No final da Segunda Guerra Mundial, a Áustria foi ocupada pelas forças aliadas e, devido aos ataques aéreos durante a guerra, todos os ativos industriais foram severamente danificados. Em julho de 1945, a planta "Alpine Montan AG Hermann Göring" foi renomeada para "Vereinigte Österreichische Eisen- und Stahlwerke" ( VÖEST ) (United Austrian Iron and Steel Plants) e separada da Alpine Mountain AG. Em 1946, a fábrica foi devolvida à recém-fundada República da Áustria em julho de 1946 como parte do que se tornaria a ÖIAG (Austrian Industries AG). Para a reconstrução da usina, a Voestalpine utilizou recursos do Plano Marshall. Em 1947, o primeiro alto-forno, um forno de forno aberto Siemens-Martin e os primeiros fornos de coque iniciaram a produção. Em 1948, com o lançamento do “Plano de Ferro e Aço”, que alocava a produção de aços planos para Linz e a produção de longos para Donawitz. Isso incluiu a produção de produtos acabados em um laminador de placas pesadas e a construção de um novo laminador de placas e tiras a quente em Linz.
No entanto, com a produção baseada no forno de soleira aberta, o futuro da produção de planos em Linz seria muito caro. Portanto, um novo processo de fabricação, ou seja, o que viria a ser o processo Linz-Donawitz, começou a ser desenvolvido em 1949 e a patente foi solicitada em 1950. Após a construção, dois conversores LD foram comissionados, um em 1952 em Linz e o outro em 1953 em Donawitz.

#### 1956–1973
A Voest-Alpine Industrieanlagenbau começou como uma divisão da VÖEST em 1956.
Com a invenção do processo LD e as experiências adquiridas com a reconstrução completa após a guerra, a VÖEST fez parceria com o Fried. A empresa Krupp em Essen, Alemanha, iniciou a construção da primeira usina siderúrgica LD fora da Áustria em Rourkela, Índia, em 1958. Em 1960, a gestão da Wiener Brückenbau und Eisenkonstruktions AG (WBB), posteriormente renomeada como Voest-Alpine Hebetechnik- und Brückenbau AG, é transferida para a VÖEST. A VÖEST continuou a se expandir mundialmente e expandiu sua rede de clientes para atingir 274 relações comerciais em 87 países em 1968. Em 1973, as duas indústrias nacionalizadas de ferro e aço, VÖEST e Österreichisch-Alpine Montangesellschaft (Alpine), se fundiram e se tornaram a Vöest-Alpine AG .

#### 1974–1994
Quando a crise do petróleo começou em 1973, a indústria metalúrgica foi severamente afetada em todas as partes do mundo (ver também " crise do aço "). Na Áustria, isso coincidiu com a criação da Vöest-Alpine AG e entre 1974 e 1976 várias outras empresas se juntaram ao grupo, incluindo Gebrüder Böhler & Co AG, Schoeller-Bleckmann Stahlwerke AG e Steirische Gußstahlwerke AG, formando a "Vereinigte Edelstahlwerke AG (VEW)  Embora a fusão dessas empresas tenha fortalecido a posição da Vöest-Alpine AG, o impacto da crise do aço levou a empresa a reorientar seus esforços. Em 1977, o grupo foi dividido em quatro divisões: siderurgia, processamento, produtos acabados e engenharia de plantas industriais. Em 1978, a engenharia de plantas industriais também estava sob o controle direto do conselho de administração.
No final da década de 1970, a VOEST-ALPINE AG, como VAI, começou a desenvolver o "processo COREX" com a Korf Engineering Gmbh, originalmente conhecido como "método KR". Em 1985, a crise chegou ao auge e a VOEST-ALPINE declarou falência. No outono de 1986, o "Conceito para um novo VOEST-ALPINE" foi introduzido junto com o estabelecimento da Österreichische Industrieholding Aktiengesellschaft (ÖIAG) .
Finalmente, em 1988, o governo austríaco decidiu privatizar parcialmente a ÖIAG, formando a Voest-Alpine Stahl AG (VA Stahl), enquanto colocava a Voest-Alpine Industrieanlagenbau (VAI, também VAI-BAU) sob a Maschinen- und Anlagenbauholding AG.

#### 1995–2014
Em 1993, após uma reestruturação do grupo ÖIAG, a VA Technologie AG (VA Tech) surgiu e se tornou a empresa controladora da VAI. Em 1995, a VAI operava em 45 países e tinha 2.000 engenheiros, com receita de US$ 841 milhões.
Em 1995, a VAI comprou suas primeiras ações da Fuchs Systems Inc. (Fuchs Systemtechnik GmbH), um fabricante alemão de fornos elétricos a arco e outros equipamentos para a fabricação de aço, com fábricas no México e Salisbury, Carolina do Norte . A fábrica de Salisbury tinha 230 funcionários em 1997.
Em 1997, a ÖIAG detinha 24% e a Voest-Alpine Stahl detinha 19,05% das ações da VATech, controladora da VAI. Em setembro de 1999, a VAI concluiu a aquisição do grupo de equipamentos de metais Kvaerner ASA, de propriedade da Noruega, incluindo operações na França, Espanha, Itália, Alemanha, China, Índia e Grã-Bretanha . A subsidiária da VAI Voest-Alpine Industries Inc. tinha sua sede americana em Pittsburgh, Pensilvânia . Em 1999, a Voest-Alpine Industries, parte da VA Tech North America, transferiu todas as suas operações de Pittsburgh para Southpointe, no condado de Washington . Na época, a empresa havia acabado de adquirir o grupo de equipamentos para metais da Kværner ASA . A Voest-Alpine Industries também operava em Eastlake, Ohio, e Benton Harbor, Michigan . A divisão de automação de metais da Voest-Alpine Industries mudou-se de Eastlake para Southpointe em 2002.
Em 1999, a Voest-Alpine Industries possuía 49% da Fuchs. Embora a empresa tenha demitido 59 funcionários em Salisbury, a Fuchs era "a líder de mercado" e as empresas controladoras pretendiam manter a Fuchs no mercado. As demissões resultaram de uma crise econômica na Ásia, além da menor demanda por aço americano decorrente dos baixos preços de importação. No entanto, o mercado asiático estava voltando em 1999, e a Europa e a América do Sul também eram possíveis novos mercados. Em 2001, a Voest-Alpine Industrieanlagenbau comprou o restante da Fuchs Systems, que se tornou a VAI Fuchs e acrescentou a VAI Technometal. Em maio de 2001, no entanto, a Fuchs fechou a fábrica de Salisbury, sua única instalação americana, porque metade dos clientes estava falida ou quase falida. A AlloyWorks comprou três dos edifícios e o quarto tornou-se um consultório médico. Além disso, em 2001, a indústria siderúrgica em todo o mundo experimentou uma desaceleração devido aos preços mais baixos, embora o lingotamento contínuo (para o qual a VAI era a maior empresa do mundo) continuasse com resultados positivos, especialmente na China . A VAI reduziu suas seis áreas de negócios para quatro: Siderurgia (a maior); Laminação e Processamento; Automação e Serviços Metalúrgicos.
Também em 2001, a operação de lingotamento contínuo da VAI acrescentou uma fundição e laminação para placas ultralargas de espessura média para a IPSCO Steel em Mobile, Alabama, com o que se acreditava serem as maiores carcaças de laminação de peça única do mundo com 350 toneladas . O negócio de automação concluiu um projeto de controle de qualidade junto com a Voest-Alpine Stahl.
Em 2003, a subsidiária da VAI Voest-Alpine Services & Technologies Corp. tornou-se proprietária majoritária da Steel Related Technology de Blytheville, Arkansas .
Depois que a aquisição da VA Technologie AG pela Siemens foi concluída em julho de 2005, a VAI tornou-se a Siemens VAI, uma parte do Siemens Industrial Solutions and Services Group. A Siemens VAI foi posteriormente denominada Siemens VAI Metals Technologies GmbH & Co. e também conhecida como VAI Group, que foi criada a partir da VAI e dos negócios de automação e engenharia elétrica da Siemens. As Soluções e Serviços Industriais do Grupo Siemens também incluíram a Voest-Alpine Services and Technologies (VAST). Ambas as unidades da Siemens operavam na área de Pittsburgh. A VAST forneceu serviços de manutenção de usinas para fabricantes de aço e alumínio em onze locais: Baltimore, Maryland ; Nordeste, Maryland ; Nova Londres, Ohio ; Milão, Ohio ; Porto de Benton, Michigan ; Bethel Park, Pensilvânia ; Blytheville, Arkansas ; Charleston, Carolina do Sul ; Decatur, Alabama ; e Erie, Pensilvânia, nos Estados Unidos e Sault Ste. Marie, Ontário, no Canadá .

### Primetals Technologies

#### 2015 - Presente
A criação da Primetals Technologies foi anunciada em 2014. A Mitsubishi adquiriu 51% da Siemens VAI. A Primetals Technologies tornou-se operacional em janeiro de 2015. Em 2019, a Primetals Technologies juntamente com a Mitsubishi Heavy Industries adquiriram a ABP Induction Systems .
Em 30 de setembro de 2019, a Mitsubishi Heavy Industries e a Siemens AG chegaram a um acordo de que a MHI adquirirá a participação de 49% da Siemens na Primetals Technologies. A transação foi concluída no final de janeiro de 2020.
Na primavera de 2021, o investidor internacional de private equity Mutares concluiu a aquisição da Primetals Technologies France da Primetals Technologies, Ltd., mudando posteriormente o nome para Clecim France.
No outono de 2021, a Primetals Technologies, Ltd. transferiu suas ações da Primetals Technologies Italy para a Calista Private Equity, uma empresa de investimento financeiro localizada em Munique, Alemanha.